# Jeruzal (województwo łódzkie)

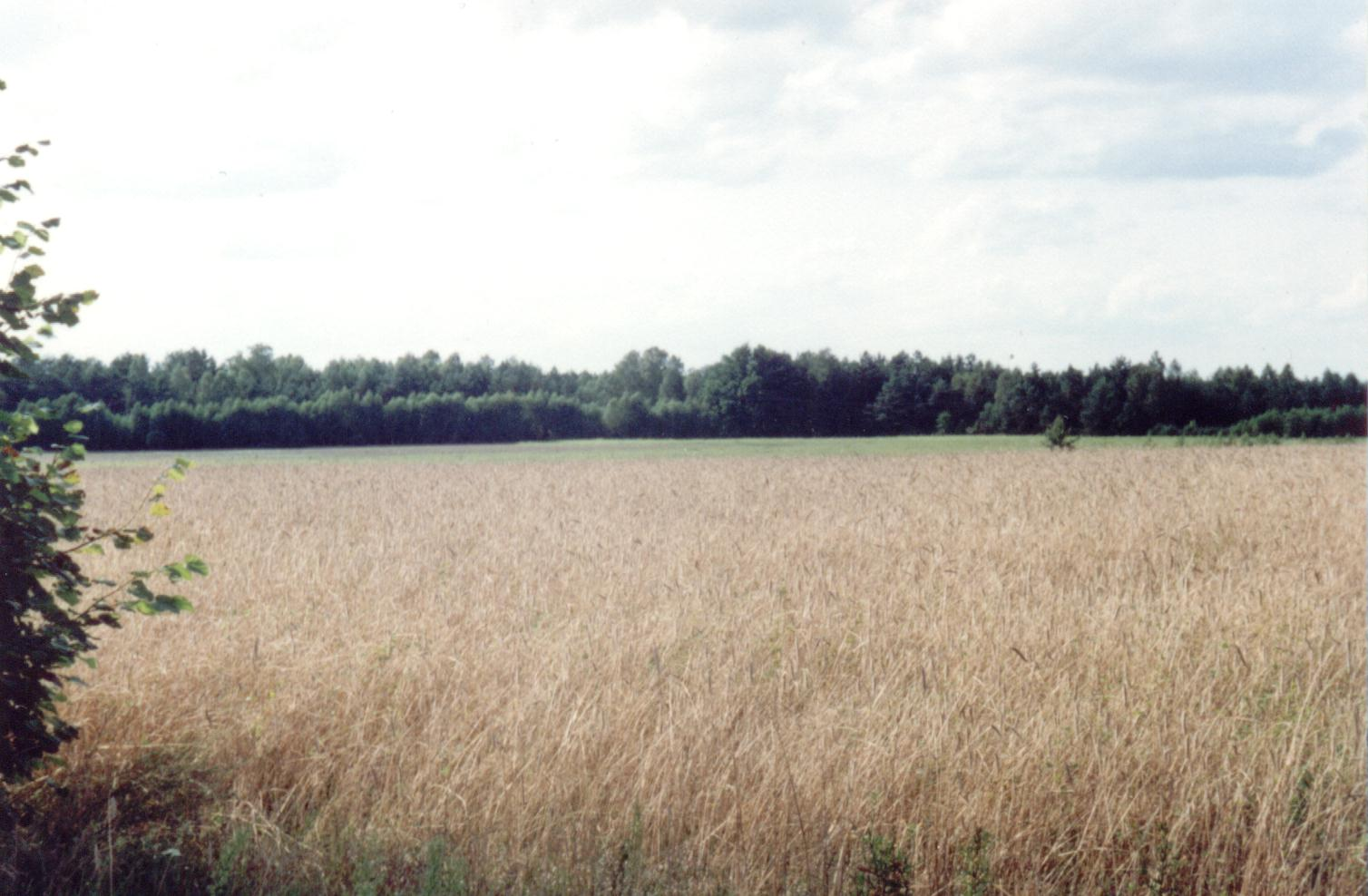
Pola w pobliżu wsi

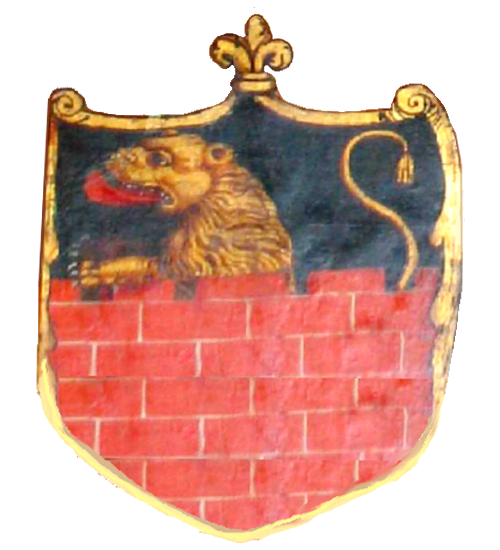
Prawdzic – herb dawnych właścicieli wsi

Jeruzal (także: Jeruzal Skierniewicki) – wieś w Polsce, położona w województwie łódzkim, w powiecie skierniewickim, w gminie Kowiesy.
W latach 1954–1972 wieś należała i była siedzibą władz gromady Jeruzal. W latach 1975–1998 miejscowość położona była w województwie skierniewickim.

## Położenie
Jeruzal leży na Równinie Łowicko-Błońskiej, w północno-wschodniej części województwa łódzkiego, nad rzeką Chojnatką, będącą lewym dopływem Rawki.
W odległości ok. 1,5 km na północ od osady przebiega droga krajowa nr 70.

## Integralne część wsi
| SIMC    | Nazwa              | Rodzaj    |
| ------- | ------------------ | --------- |
| 0729563 | Chorbów            | część wsi |
| 0729570 | Dębniak            | część wsi |
| 0729586 | Jeruzal Poduchowny | część wsi |
| 0729592 | Klin               | część wsi |

## Charakter wsi
Jeruzal jest niezbyt dużą wsią rolniczą, złożoną z kiludziesięciu domów; zamieszkuje w niej ok. 208 osób. We wsi znajduje się m.in. zabytkowy kościół, a także gimnazjum, poczta, remiza Ochotniczej Straży Pożarnej (istniejącej od 1922 r.) oraz kilka sklepów i przystanek PKS.
W okolicy wsi znajdują się głównie pola uprawne, nieco łąk oraz niewielkie kompleksy leśne, złożone głównie z sosen.

## Historia
Od XIII w. miejscowość jest siedzibą parafii Podwyższenia Krzyża Świętego.
Jeruzal jest wsią starą, prawdopodobnie pochodzącą z XII wieku, a pierwsza wzmianka o nim pochodzi z 1290. Nazwa miejscowości wywodzi się od łacińskiej nazwy Jerozolimy – Jeruzalem. Niekiedy nazwa ta zapisywana była jako Jaruzel. W XVI wieku w Jeruzalu zamieszkiwał szlachecki ród Jaruzelskich, herbu Ślepowron, spokrewniony z rodem Łajszczewskich, herbu Prawdzic, w ręce którego wieś przeszła w XVII wieku.
W okresie tym Jeruzal był dużą i ludną wsią, z karczmą i kilkoma sklepami, w której raz w miesiącu odbywały się targi.
W latach następnych, wraz z kryzysem gospodarczym w całym kraju, wywołanym wojnami z połowy XVII wieku, nastąpił upadek Jeruzala.
W 1792 roku Jeruzal stał się własnością Józefa Niemirycza herbu Klamry, który po długim procesie, przejął w posiadanie i używanie dobra Dolecko, fortunę rodu Łajszczewskich. Po śmierci Józefa Niemirycza w 1802 roku, Jeruzal odziedziczył jego syn Ignacy.
Po drugim rozbiorze Polski w 1793 roku Jeruzal znalazł się w zaborze pruskim. W 1807 roku wszedł wraz z ziemiami drugiego zaboru pruskiego do Księstwa Warszawskiego, a w 1815 roku do Królestwa Polskiego.
W 1836 roku Ignacy Niemirycz sprzedał Jeruzal Adamowi Napoleonowi Horbowskiemu, w którego posiadaniu był aż do jego śmierci w 1876 roku.
Na początku XX wieku we wsi pojawili się mariawici, którzy mieli wsparcie lokalnego wikarego, dzięki czemu szybko powiększali swą liczebność. W sierpniu 1906 na tle nieporozumień dotyczących prawa własności do jeruzalskiej świątyni mariawici skonfliktowani z hierarchią katolicką rozpoczęli okupację kościoła w Jeruzalu, chcąc uzyskać prawo do tego obiektu. Po trzydniowych zamieszkach władze carskie zdecydowały się siłą przywrócić porządek, do czego posłużył garnizon wojskowy z oddalonego o 5 km Raducza. W wyniku tej akcji wszyscy mariawici opuścili Jeruzal; część spośród nich osiadła w pobliskiej Wólce Jeruzalskiej.
W czasie I wojny światowej w wyniku walk Jeruzal został w pewnym stopniu zniszczony (m.in. uszkodzono budynek kościoła), natomiast w okresie II wojny światowej wieś nie doznała poważniejszych szkód.
W latach 1954–1972 Jeruzal był siedzibą Gromadzkiej Rady Narodowej.
Urodził się tu Stanisław Popiński – oficer piechoty, kawaler Orderu Virtuti Militari, ofiara zbrodni katyńskiej.

## Zabytki
Według rejestru zabytków NID na listę zabytków wpisane są obiekty:
- kościół parafialny pw. Podwyższenia Krzyża Świętego, 1798, nr rej.: 889 z 29.12.1967
- dzwonnica, drewniana, nr rej.: 890 z 29.12.1967
- cmentarz kościelny, nr rej.: 963 z 18.05.1994

## Kościół
We wsi znajduje się zabytkowy kościół pw. Podwyższenia Krzyża Świętego, zbudowany w 1798 z fundacji posła na Sejm Czteroletni – Józefa Niemirycza herbu Klamry oraz jego żony Franciszki z Błociszewskich.
Pierwsza wzmianka o kościele we wsi Jeruzal pochodzi z 1290. W 1603 istniał w osadzie drewniany kościół pw. św. Mikołaja. W 1630 wzniesiono w osadzie kolejny kościół drewniany. Współczesna świątynia została zbudowana naprzeciw kościoła z 1630, na terenie dawnego cmentarza, na którym pochowani są m.in. byli właściciele wsi. Kościół ma charakter barokowo-klasycystyczny, jego budową kierował niejaki Antoni Garczyński. Jest to świątynia murowana, jednonawowa, posiada dwukondygnacyjną fasadę podzieloną przyściennymi filarami oraz półkolumnami. Portal główny oraz dwa portale wewnętrzne zbudowane są w stylu klasycystycznym. Wyposażenie wnętrza kościoła także jest głównie klasycystyczne (ołtarz główny i dwa boczne, ambona, chrzcielnica). W kościele znajduje się także bogato zdobiony, XVIII-wieczny żyrandol.
Na frontowej ścianie kościoła znajduje się tablica z łacińskim napisem:
D.O.M. ÆDEM HANC ADIMPLENDO VOTA SUA JOSEPHUS & FRANCISCA DE BLOCISZEWSKIE NIEMIRYCZOWIE LOCI HUJUS HÆREDES & COLLATORES FUNDARE CŒPERUNT A.D. M.DCC.XC.VIII.  R.O. 1.7.9.8., co oznacza Bogu Najlepszemu i Największemu, tę świątynię, wypełniając śluby swoje, Józef i Franciszka z Błociszewskich Niemiryczowie, tutejsi właściciele i kolatorzy, budować zaczęli roku pańskiego 1798.
Wewnątrz kościoła wmurowano tablicę upamiętniającą Józefa Niemirycza ufundowaną po jego śmierci przez jego żonę oraz drugą tablicę upamiętniającą Wincentego Niemirycza, jego syna.
W czasie I wojny światowej, podczas bitwy nad Rawką, kościół w Jeruzalu został uszkodzony w wyniku ostrzału artyleryjskiego.

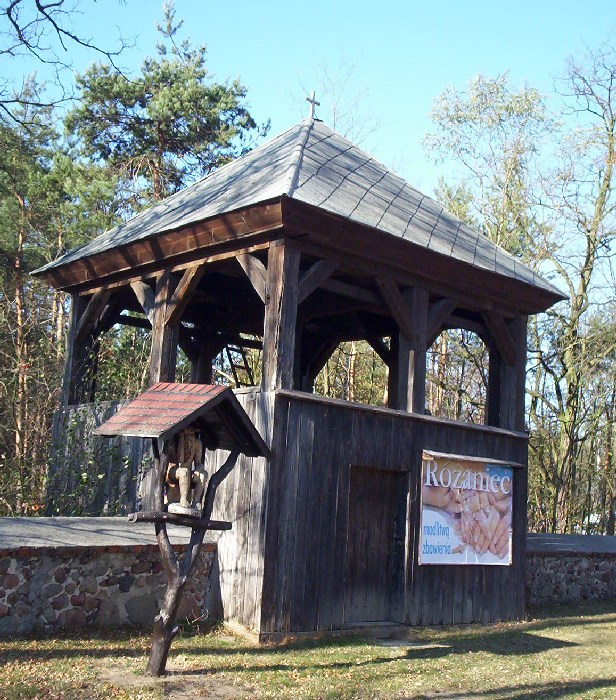
Dzwonnica kościelna

Obok kościoła znajduje się drewniana dzwonnica konstrukcji słupowej, przykryta namiotowym dachem.
Na terenie kościelnym znajduje się też dom parafialny z lat 80. XX wieku.

## Kaplica
W odległości około 1 kilometra na zachód od Jeruzala w Lesie Doleckim w Gacnej znajduje się kaplica. Pierwszą kaplicę z drewna modrzewiowego zbudowano tu na początku XVII wieku (prawdopodobnie w 1626 roku) w celu upamiętnienia mającego tu miejsce cudownego objawienia Krzyża Świętego. Kaplicę wielokrotnie naprawiano. W 1926 roku zniszczoną drewnianą kaplicę rozebrano i na jej miejscu wzniesiono w stylu historyzmu narodowego nową murowaną kaplicę o tych samych rozmiarach co poprzednia. Nad jej wejściem wmurowano tablicę z napisem "TA KAPLYCA BUDOWANA W ROKÓ 1926". W 1995 roku kaplicę odnowiono. Do dziś jest celem parafialnych procesji. Wewnątrz kaplicy znajduje się obraz Matki Boskiej z Dzieciątkiem, pochodzący z XVII wieku, który był niegdyś częścią wyposażenia kościoła głównego.